# فلوریان سیویکی
فلوریان سیویکی (انگلیسی: Florian Siwicki; ۱۰ ژانویهٔ ۱۹۲۵ – ۱۱ مارس ۲۰۱۳) فرمانده نظامی اهل لهستان بود. وی برندهٔ جوایزی همچون نشان چهلمین سالگرد خلق لهستان، نشان انقلاب اکتبر، و نشان لنین شده‌است.
سیویسکی افسر نظامی، دیپلمات و سیاستمدار کمونیست لهستانی بود. او از سال ۱۹۸۳ تا ۱۹۹۰ وزیر دفاع لهستان و ژنرال ارتش لهستان بود.